# Steven Lang
Steven Lang (* 3. September 1987) ist ein ehemaliger Schweizer Fussballspieler. Er spielte als Allrounder im Mittelfeld.

## Karriere
Lang spielte zunächst während zwei Saisons beim französischen Viertligisten FC Nantes Atlantique B. Dort erzielte er in 31 Spielen ein Tor. Zur Saison 2007/08 wechselte er zum Schweizer Erstligisten Neuchâtel Xamax, bestritt in seiner ersten Saison 24 Partien und schoss zwei Tore. Auf die nächste Saison (2008/09) wechselte er in der gleichen Liga zum FC Aarau, wo er 22 Einsätze hatte. Zwischenzeitlich spielte er für das Team Aargau U-21.
Am 1. Juli 2010 wurde seine Vertragsunterschrift beim Grasshopper Club Zürich bekannt gegeben, der für vier Jahre befristet Gültigkeit besass. Für die Saison 2011/12 wurde er an den FC Lausanne-Sport ausgeliehen.
Seit dem 1. Juli 2014 spielt Lang beim FC Vaduz.
Am 24. Juli 2015 gab der FC St. Gallen bekannt, dass Steven Lang per sofort von Vaduz in die Ostschweiz wechselt. Dort wurde er am 4. Januar 2017 an den FC Schaffhausen bis Ende Saison ausgeliehen. Er erzielte bis Ende Saison 14 Tore in 17 Spielen. Danach wechselte Lang fix wieder zurück zum Servette FC Genève, bei welchem er bereits in der Saison 2012/13 auf Leihbasis war. Anfang der Saison 2018/19 musste er am Kreuzband operiert werden und fiel lange aus. Ende des Jahres 2019 kam er zunächst in der zweiten Mannschaft, die immer noch unter dem Namen U-21 aufläuft, zum Einsatz. Auf Ende der Saison 2019/20 wurde sein Vertrag bei Servette nicht mehr verlängert.

## Titel und Erfolge
FC Vaduz
- Liechtensteiner Cupsieger: 2015

Servette FC
- Aufstieg in die Super League